# Oxynoemacheilus banarescui
Oxynoemacheilus banarescui är en fiskart som först beskrevs av Delmastro 1982.  Oxynoemacheilus banarescui ingår i släktet Oxynoemacheilus och familjen grönlingsfiskar. IUCN kategoriserar arten globalt som otillräckligt studerad. Inga underarter finns listade i Catalogue of Life.